# Loire 501
Loire 501 — многоцелевой поршневой гидросамолёт с толкающим винтом, производившийся французской компанией Loire.

## История
Первый полёт прототип под обозначением Loire 50 совершил 7 сентября 1931 года. Затем последовал длительный период доработок и только летом 1933 года самолёт был подготовлен к серийному выпуску. Улучшенная машина обозначалась как Loire 50bis, но затем переименована в Loire 501. По всей видимости ВМС Франции заинтересовались этой летающей лодкой, выдав заказ на шесть экземпляров. Они были поставлены в 1935 году в незначительно модифицированном виде. Разведчики отправили на разные базы морской авиации, но в скором времени все поступившие самолёты были выведены из эскадрилий и отправлены в резерв, став тренировочными самолётами. В конце 1939 года все самолёты были окончательно списаны.

## Лётные данные
- Размах крыла, м: 16.00
- Длина самолёта, м: 10.80
- Площадь крыла, м2: 36.50
- Максимальная взлётная масса, кг: 2100
- Силовая установка:1 × поршневой двигатель внутреннего сгорания Hispano-Suiza 9Qdr[англ.] мощностью 350 л.с..
- Максимальная скорость, км/ч: 160
- Крейсерская скорость, км/ч: 134
- Практический потолок, м: 4200
- Экипаж, чел: 3